# Paraplesiops
Paraplesiops is een geslacht van straalvinnige vissen uit de familie van rifwachters of rondkoppen (Plesiopidae).

## Soorten
- Paraplesiops alisonae Hoese & Kuiter, 1984
- Paraplesiops bleekeri (Günther, 1861)
- Paraplesiops meleagris (Peters, 1869)
- Paraplesiops poweri Ogilby, 1908
- Paraplesiops sinclairi Hutchins, 1987